# The Nights
"The Nights" (As noites em português) é uma canção do DJ e produtor musical sueco Avicii. Possui vocais não creditados pelo artista americano Nicholas "RAS" Furlong, que coescreveu a canção com a Jordan Suecof, Gabriel Benjamin e John Feldmann. Em 17 de novembro de 2014, a música foi lançada para streaming no canal oficial de Avicii no YouTube, a faixa foi lançada pelas gravadoras PRMD Music e Universal Music Group no EP de Avicii The Days / Nights.
A canção chegou ao top 6 no UK Singles Chart e ao top 1 no UK Dance Chart. Em 23 de janeiro de 2015, Avicii lançou "The Nights (Avicii by Avicii)", o próprio remix de sua música.
Em 1 de dezembro de 2014, Felix Jaehn lançou seu remix da canção, que foi finalmente incluído como a quarta faixa do EP de Avicii, The Days / Nights. Em 9 de janeiro de 2015 o DJ holandês Mike Mago lançou mais um remix da música.
A canção aparece na versão britânica do segundo álbum de estúdio de Avicii, Stories.

## Composição
Nicholas Furlong comentou que começou a escrever a música como uma homenagem a seu pai. A inspiração para o som com um toque de "pirata" veio enquanto ele estava em um bar na Irlanda. Nicholas enviou a ideia pra música, intitulada "My Father Told Me", para Arash Pournouri, empresário do Avicii. Arash percebeu imediatamente o potencial da faixa, dizendo que a música tinha a mesma sensação de euforia que caracteriza grande parte das músicas de Avicii. Em uma entrevista ao Yahoo! Music, Ash Pournouri disse: "Fez todo o sentido trabalhar nisso com o Nick... [Avicii e eu só precisávamos] deixá-la mais com a nossa cara, e foi o que fizemos." 

## Videoclipe
Em 15 de dezembro de 2014, o videoclipe oficial de "The Nights" foi lançado no YouTube. O vídeo foi produzido, dirigido e estrelado por Rory Kramer, um "profissional em viver a vida", que capturou de forma vibrante momentos de sua própria vida. O clipe mostra Rory em diversas aventuras, como andar de montanha-russa, surfar, praticar snowboard, andar de skate, voar de balão e até transformar um Toyota em um conversível de quatro portas.

## Créditos

### Gravação
Gravado no Foxy Studios, em Los Angeles, Califórnia.

### Pessoais
- Composição – Nicholas Furlong, Gabriel Benjamin, Jordan Suecof, John Feldmann, Tim Bergling
- Produção – Avicii
- Coprodução – Ash Pournouri
- Vocais – Nicholas Furlong
- Engenharia e produção vocal – Zakk Cervini
- Guitarra acústica – Colin Brittain
- Baixo – Will Carter
- Bateria – Jordan Suecof
- Vocais adicionais — The Mighty Riot

## Faixas
| N.º | Título       | Duração |  |
| 1.  | "The Nights" | 2:56    |  |

### Remixes
| N.º | Título                           | Duração |  |
| 1.  | "The Nights - Felix Jaehn Remix" | 3:20    |  |
| 2.  | "The Nights - Avicii By Avicii"  | 4:24    |  |
| 3.  | "The Nights - Mike Mago Remix"   | 4:42    |  |

## Desempenho nas paradas
| Parada (2014–15)                                  | Melhor posição |
| ------------------------------------------------- | -------------- |
| Austrália (ARIA)                                  | 9              |
| Áustria (Ö3 Austria Top 75)                       | 6              |
| Bélgica (Ultratop 50 de Flandres)                 | 14             |
| Bélgica (Ultratop 50 da Valônia)                  | 29             |
| Canadá (Canadian Hot 100)                         | 43             |
| República Checa (Rádio Top 100)                   | 2              |
| Dinamarca (Hitlisten)                             | 22             |
| Finlândia (Suomen virallinen lista)               | 6              |
| França (SNEP)                                     | 79             |
| Alemanha (Offizielle Deutsche Charts)             | 19             |
| Hungria (Dance Top 40)                            | 8              |
| Hungria (Single Top 40)                           | 13             |
| Irlanda (IRMA)                                    | 7              |
| Itália (FIMI)                                     | 19             |
| Japão (ZIP Dance Hits 20)                         | 5              |
| Líbano (Lebanese Top 20)                          | 18             |
| Países Baixos (Dutch Top 40)                      | 19             |
| Países Baixos (Single Top 100)                    | 20             |
| Nova Zelândia (Recorded Music NZ)                 | 12             |
| Noruega (VG-lista)                                | 3              |
| Polónia (Polish Airplay Top 100)                  | 4              |
| Polónia (Dance Top 50)                            | 36             |
| Portugal (AFP)                                    | 46             |
| Eslováquia (Rádio Top 100)                        | 22             |
| Espanha (PROMUSICAE)                              | 17             |
| Suécia (Sverigetopplistan)                        | 2              |
| Suíça (Schweizer Hitparade)                       | 17             |
| Reino Unido (UK Singles Chart)                    | 6              |
| Reino Unido (UK Dance Chart)                      | 1              |
| Estados Unidos (Billboard Dance/Electronic Songs) | 10             |
| Estados Unidos (Billboard Dance Club Songs)       | 3              |

## Certificações
| País                     | Certificação |
| ------------------------ | ------------ |
| Brasil (PMB)             | 2× Diamante  |
| Austrália (ARIA)         | 5× Platina   |
| Nova Zelândia (RMNZ)     | 4× Platina   |
| Reino Unido (BPI)        | 3× Platina   |
| Itália (FIMI)            | 3× Platina   |
| Portugal (AFP)           | 3× Platina   |
| Espanha (PROMUSICAE)     | 3× Platina   |
| Dinamarca (IFPI Danmark) | 2× Platina   |
| Estados Unidos (RIAA)    | Platina      |
| Suécia (GLF)             | Platina      |
| Alemanha (BVMI)          | Platina      |
| Japão (RIAJ)             | Ouro         |
| Áustria (IFPI Austria)   | Ouro         |
| Streaming                |              |
| Japão (RIAJ)             | Platina      |